# Dorino I Gattiluso
Dorino I Gattiluso fou senyor de Lesbos, Lemnos, Imbros, Thasos i Samotràcia, successor del seu germà Jaume I Gattiluso el 1428.
Durant el seu govern els otomans van exigir constants augments de tribut.
Va morir el 30 de juny de 1455 i va deixar tres fills i tres filles; dels tres fills, dos foren senyors de Lesbos, Domenicco I Gattiluso i Nicolo II Gattiluso, mentre el tercer, Francesc III Gattiluso, fou senyor de Thasos. Les germanes foren: Maria (dona de l'antic emperador Alexandre Comnè de Trebisonda) desapareguda el 1462; Ginevra (casada amb Jaume II Crispo, duc de l'Arxipèlag 1426-1447); i Caterina (muller de l'antic emperador romà d'Orient Constantí XI, dèspota de Morea el 1405 i mort el 1453) 